# Paolo Morelli (calciatore)
Paolo Morelli (Reggio Emilia, 20 novembre 1938) è un ex calciatore italiano, di ruolo attaccante.

## Carriera
Centravanti di discreto vaglio, iniziò a giocare con le giovanili della Reggiana con cui disputò 2 partite in IV Serie. Successivamente venne scoperto da Paolo Mazza che lo portò a Ferrara nella SPAL nel 1957. Morelli esordì in Serie A con i biancoazzurri l'8 maggio 1958 in un pareggio casalingo contro quella che più tardi sarà una delle sue squadre: il Padova. Successivamente Mazza, immaginando di poterne ottenere un campione, lo cedette in prestito in Serie C alla Mestrina dove Morelli parve all'altezza delle aspettative e, nel 1959, venne avvicendato a Mestre dall'altro suo ex compagno alla SPAL, nonché suo coetaneo, Renato Campanini per passare, sempre in Serie C al ben più ambizioso Livorno assieme a Luigi Calza quale parziale contropartita del passaggio alla SPAL di Armando Picchi e Costanzo Balleri. A Livorno però Morelli deluse e a quel punto Mazza lo cedette definitivamente e il Livorno, nel novembre del 1961 lo scaricò al Viareggio dove raggiunse un altro ex spallino: Gianfranco Dell'Innocenti. Dopo il primo anno di assestamento, Morelli si impose con i versiliani in Serie D, nel 1962, con 18 goal.
A quel punto Morelli passò in Serie B al Como dove segnò 14 reti per poi tornare in Serie A con il neopromosso Messina. 
Morelli scese di nuovo in campo nella massima serie il 15 settembre 1963 nella partita Sampdoria-Messina 3-1. Proprio in quell'incontro Morelli segnò l'unico gol del Messina che passò temporaneamente in vantaggio nel primo tempo, che fu anche la prima rete in Serie A nella storia della squadra siciliana.
Dopo tre anni interessanti in Sicilia, sicuramente i migliori nei quali giocò con Benitez, Morbello, Bagatti e Fascetti e durante i quali segnò una favolosa tripletta alla Sampdoria il 26 gennaio 1964, Morelli divenne successivamente titolare due stagioni al Padova, poi, sempre in Serie B, altre due al Genoa ove retrocesse in Serie C nel 1970, ritornando in cadetteria la stagione seguente.
Successivamente, dopo un'esperienza nel Pietrasanta, passò di nuovo in Serie D con l'Unione Sportiva Sestri Levante, dove giocò con un altro ex campione, Pestrin, per poi chiudere, nel 1974 a 36 anni, con il calcio giocato.

## Palmarès

### Giocatore

#### Competizioni nazionali
- IV Serie: 1

Reggiana: 1955-1956
- Campionato italiano Serie C: 1

Genoa: 1970-1971